# Átváltozások (Ovidius)
Az Átváltozások (latinul: Metamorphōsēs, az ógörög μεταμορφώσεις szóból: „Átváltozások”) egy latin elbeszélő költemény, amelyet Kr. u. 8-ban írt a római költő, Ovidius. Ez a műve életművének csúcsának tekinthető. A költemény a világ történelmét mutatja be a teremtéstől Julius Caesar istenné avatásáig, egy mitikus-történelmi keretben, amely több mint 250 mítoszt, 15 könyvet és 11 995 sort foglal magában.
Bár megfelel néhány eposzi kritériumnak, a mű nem sorolható egyszerűen egyetlen műfajba a változatos témái és hangvétele miatt. Ovidius az átváltozásokról szóló költészet műfajából merített ihletet. Noha a Metamorphōsēs egy része korábbi mítoszok feldolgozásából ered, Ovidius jelentősen eltért elődei modelljeitől.
Az Átváltozások a nyugati kultúra egyik legnagyobb hatású műve. Olyan szerzőkre volt hatással, mint Dante Alighieri, Giovanni Boccaccio, Geoffrey Chaucer és William Shakespeare. A költemény számos epizódját ábrázolták szobrászatban, festészetben és zenében, különösen a reneszánsz idején. A 20. század vége felé ismét nőtt az érdeklődés Ovidius műve iránt. Az Átváltozások továbbra is inspirál és újraértelmezéseken keresztül él tovább különféle médiumokban. Számos angol fordítás készült róla, az első William Caxton munkája volt 1480-ban.